# De La Soul
De La Soul — американское хип-хоп-трио, образованное на Лонг-Айленде, штат Нью-Йорк, в 1987 году. Группа наиболее известна своим эклектическим семплингом, ловкими текстами и своим вкладом в эволюцию поджанров джаз-рэп и альтернативный хип-хоп. Участники группы — Келвин Мерсер и Винсент Мейсон. Участники создали группу, ещё учась в старших классах, и демо-лентой с песней «Plug Tunin’» привлекла внимание музыкального продюсера Принса Пола. Со своей игривой игрой слов, инновационным семплингом и остроумными скетчами, дебютный альбом группы — 3 Feet High and Rising — называют «хип-хоповым шедевром».
На сегодня этот альбом остаётся самым большим коммерческим успехом группы — их последующие альбомы продавались всё меньше и меньше, несмотря на то что получали высокие оценки критиков. Группа оказала значительное влияние на раннюю стадию карьеры рэпера и актёра Моса Дефа и является центральной частью коллектива Spitkicker. De La Soul также является второй самой долгоживущей группой в Native Tongues Posse, после Jungle Brothers. В 2006 году группа De La Soul стала обладателем премии «Грэмми», за совместный с группой Gorillaz сингл «Feel Good Inc.».
Кроме того, песня «Me Myself and I» в исполнении De La Soul входит в список 500 Songs That Shaped Rock and Roll по версии Зала славы рок-н-ролла.

## Дискография
- См. статью «De La Soul discography» в английском разделе.